# Bernard Leo Korchinski
Pour les articles homonymes, voir Korchinski.
Bernard Leo Korchinski (25 décembre 1905-13 octobre 2006) est un enseignant et homme politique provincial canadien de la Saskatchewan. Il représente la circonscription de Redberry à titre de député du Parti libéral de la Saskatchewan de 1948 à 1952 et de 1956 à 1960.

## Biographie
Né à Beaver Hills (en) en Saskatchewan, Korchinski est le fils de Lev Korchinski et de Pauline Hryciw, tous deux immigrants provenant d'Ukraine. Il étudie au St. Joseph's College de Yorkton. Ensuite, il enseigne pendant 39 ans dans les villes dont Ituna, Holdfast (en), Hafford, Rama (en), Speers (en) et Regina. Durant la Seconde Guerre mondiale, il sert dans l'Aviation royale canadienne. Il sert ensuite en tant que directeur provincial de l'Organisation des mesures d'urgences et comme juge de la Cour saskatchewanaise de la citoyenneté. Membre des Chevaliers de Colomb, du Congrès ukrainien canadien (en) et du Ukrainian Catholic Brotherhood, il écrit des articles pour le Ukrainski Visti (Ukrainian News) d'Edmonton et est l'auteur du livre Pioneer Bishop relatant la vie de Nicétas Budka. Il épouse Slawka Marak.

## Carrière politique
Élu en 1948, il est défait en 1952. Il reprend son siège en 1956, mais est à nouveau défait en 1960 et en 1964.
En 2005, il est récompensé de la médaille du centenaire (Centennial Medal) par le Commonwealth Parliamentary Association (en). Il meurt l'année suivant à Regina à l'âge de 100 ans.